# Редвуд (Тексас)
Редвуд (енгл. Redwood) насељено је место без административног статуса у америчкој савезној држави Тексас.

## Демографија
По попису из 2010. године број становника је 4.338, што је 752 (21,0%) становника више него 2000. године.
| Група             | 2000.         | 2010.         |
| Белци             | 488 (13,6%)   | 416 (9,6%)    |
| Афроамериканци    | 55 (1,5%)     | 74 (1,7%)     |
| Азијати           | 4 (0,1%)      | 16 (0,4%)     |
| Хиспаноамериканци | 3.018 (84,2%) | 3.820 (88,1%) |
| Укупно            | 3.586         | 4.338         |